# Epic Mickey: Il potere della magia
Epic Mickey: Il potere della magia (Epic Mickey: Power of Illusion) è un videogioco a piattaforme sviluppato da DreamRift e pubblicato nel 2012 da Disney Interactive Studios per Nintendo 3DS. Parte della serie di Epic Mickey, è stato pubblicato insieme a Epic Mickey 2: L'avventura di Topolino e Oswald ed è considerato un tributo ai videogiochi di Topolino per Sega Mega Drive e Master System, in particolare Castle of Illusion.

## Modalità di gioco
Il giocatore ha il controllo di Topolino. Il gioco mescola un gameplay a scorrimento sullo stile di Castle of Illusion con le meccaniche tipiche di Epic Mickey. Utilizzando lo schermo inferiore del Nintendo 3DS, il giocatore può controllare direttamente gli oggetti e tracciare i loro contorni.